# سفارة النيجر في تركيا
سفارة النيجر في تركيا هي أرفع تمثيل دبلوماسي لدولة النيجر لدى تركيا. تقع السفارة في أنقرة وهي تهدف لتعزيز المصالح النيجرية في تركيا.

## وصلات خارجية
- الموقع الرسمي
- قائمة سفارات النيجر
- قائمة السفارات في تركيا